# Systasis horridula
Systasis horridula är en stekelart som först beskrevs av Girault 1915.  Systasis horridula ingår i släktet Systasis och familjen puppglanssteklar. Inga underarter finns listade i Catalogue of Life.